# Locomotiva DR V 200
La locomotiva V 200 della Deutsche Reichsbahn era una locomotiva diesel, ordinata negli anni sessanta per sostituire la trazione a vapore.
Le V 200 furono costruite in Unione Sovietica dalla Luhans'kteplovoz di Luhans'k, e costituivano una versione del modello M62, diffuso in molti paesi del COMECON.
Nel 1970 le V 200 furono riclassificate nella serie 120; infine, dopo l'incorporazione delle DR nelle nuove Deutsche Bahn (DB), divennero la serie 220.